# 黄花绒叶草科
黄花绒叶草科也有翻译成沼草科或黄花蔺科的，只有3属12种，中国有2属。
本科植物为水生植物，挺水或浮水。

## Genera
- 黄花蔺属 Limnocharis - 原生于东南亚
  - 黄花蔺 Limnocharis flava
- 拟花蔺属 Butomopsis - 原生于非洲至澳洲